# 樂天桃猿歷年爭議現象
樂天桃猿歷年爭議現象，本文列出中華職棒樂天桃猿隊及其前身Lamigo桃猿、La new熊有關的爭議消息，按發生的消息公開之時間排序。

## La new熊時期

### 黑熊事件
2005年7月25日，La new熊捕手陳昭穎在台南球場對統一獅比賽前，無預警被檢調人員帶走，開啟了黑熊事件的序幕。該案除陳昭穎外，另有投手戴龍水、內野手林建宏、外野手許堯淵、投手許志華等人被約談，後來陳昭穎與戴龍水皆於2008年2月27日被判處六個月有期徒刑，得易科罰金，而林建宏則於前一年獲得緩起訴處分，許堯淵、許志華等人則獲不起訴處分。

### 林光宏事件
2006年中華職棒總冠軍賽期間，當時為La New熊隊投手教練的林光宏被黑道挾持，林光宏於11月3日被球隊停職，隔月因背信罪被起訴而被球隊宣布不再續約，但隔年獲判無罪。 

### 2009年假球案
2009年中華職棒總冠軍賽結束後，檢方破獲以「雨刷」蔡政宜為首的簽賭討債集團，其涉嫌收買職棒球員打假球，包含前兄弟象球員莊侑霖、前La new熊球員黃俊中等人被約談，之後有許多兄弟象球員被陸續約談並且交保。由於這是兄弟象隊有史以來第一次有多名球員涉及假球醜聞，有外界將此事件稱之為黑象事件。而La new熊隊亦有多名球員如投手張誌家、許文雄、蔡英峰、吳偲佑，內野手黃小偉、林津平、蔡宗佑、蔣智聰等人涉案。

## Lamigo桃猿時期
2014年，領隊劉玠廷曾建議義联集團轉賣義大犀牛。2015年，領隊劉玠廷曾表示「不健康的6隊不如健康的4隊」。

### 保羅案
2012年12月2日凌晨，時任Lamigo桃猿的外籍打擊教練保羅(Corey Paul)，在臉書指控Lamigo球團違反合約，並於九月起就未再支薪，於是計畫對球團採取法律行動；球團對此提出妨礙名譽告訴。隔年四月保羅發表道歉函，雙方達成和解。

### 謝長融復健案
2014年7月，開刀動左手肘韌帶移植手術的Lamigo桃猿投手謝長融被球團宣稱，因多次復健未到而遭球團解約，並要求繳回簽約金。2015年6月一審宣判，由台北地院認定謝長融違約，須繳回簽約金84萬元，以及三倍月薪24萬餘元作為懲罰性違約金，共判賠108萬餘元。2016年3月的二審則改判，高等法院認為球團與謝男解約前，實際上已先透過經紀人商談雙方合意解除契約，因此認定謝長融免負擔解約賠償責任，全案就此定讞。

### 保密薪資爭議
2014年Lamigo桃猿獲得總冠軍，然而隔年的本土團隊薪水總額8160餘萬元，居四隊之末，其原因乃因當時幾名主將如林智勝、林泓育等人在前幾年都已先簽了複數年合約，薪資成長受限。
2016年3月開季前為中華職棒於職棒雜誌上公布各隊薪資的時刻，然而Lamigo桃猿並未公布28名球員薪資。對此中華職棒球員工會表示，雖然聯盟沒有硬性規定要公布薪資，但按照美國、日本與韓國職棒慣例，公布選手薪資動作有助於創造職業選手對於產業的附加價值。而球團不公開薪資、不製造開放競爭空間，可能對社會失去正面意義，恐有負面影響。
另外根據中華職棒球員工會於2016年6月初於官方臉書粉絲專頁進行薪資統計分析的數據，Lamigo桃猿的薪資總額約為8310萬元。由於林智勝轉投效中信兄弟之緣故，該年度林泓育以月薪45萬元成為最高薪，成為中華職棒四隊中唯一月薪未達到50萬球員者。

### Lamigo TVLogo抄襲風波
Lamigo TV於2015年球季開幕時開播，但此時有臉書專頁發現其Logo疑似抄襲美國小聯盟康乃狄克守衛者隊的隊徽，且前一年奪冠後推出的總冠軍T恤Logo也被發現和榮恩保羅獅子的勳章相當雷同。當時球團表示Logo設計是從圖庫找尋，沒注意到和其他圖案相似。後來宣布對相關產品退貨，其他產品打折以彌補球迷，並於稍後取得作者授權。

### 沈玉琳開黃腔事件
2015年9月5日於Lamigo桃猿的「阿迷趴」中，邀請藝人沈玉琳參與賽後演唱會，沈玉琳在闔家觀賞的場合唱其於前一年8月推出新專輯中的單曲「人狗情未了」，遭到球迷與外界批評。

### 伊梓帆事件
2015年9月，Lamigo桃猿專屬啦啦隊Lamigirls成員伊伊、梓甯與小帆幫當時國民黨總統候選人洪秀柱拍攝2016年桌曆，公開力挺其當選。球團表示其活動沒有先知會球團，以「違背競業條款」為由處禁賽至年底。9月15日，三人與洪秀柱合開記者會，表示當時三人在第一時間就被踢出群組，並重申沒使用任何球團名義及頭銜，也沒和球團簽署任何一張有約束力的「合約」。球團部分最終聲明處分不變，目前三人已非Lamigirls成員。

### 石志偉離職與轉隊事件
石志偉於Lamigo桃猿退休後轉任球探，2015年12月中以個人規劃和想法為由離隊，當時領隊劉玠廷也給予祝福，然而卻於隔年轉任中信兄弟二軍助理打擊教練，領隊劉玠廷表示有一種「被騙的感覺」，引發外界熱烈討論。

### 陳金鋒雕像事件
Lamigo桃猿隊為陳金鋒舉辦「野球魂」退休趴，賽前舉辦號稱千萬的漢白玉雕像揭幕儀式，多數球迷一致指出，贊助商「光隆海洋生技」的名字大過選手「陳金鋒」的名字，簡直就是喧賓奪主，被批「消費選手剩餘價值至最後一刻」。又由於雕像長相不像陳金鋒本人，部分球迷更因此號召集資，希望比照NBA、MLB等級替陳金鋒重新立一座雕像，獲得群眾集資公司的應允幫忙。

### 抄襲「一級玩家」海報事件
Lamigo桃猿隊於2018年舉辦動紫趴，其中一款海報明顯與一級玩家相同，經網友向片商華納兄弟台灣粉絲團詢問，得到雙方並未合作的答案。而球團事後說明雙方雖並未合作，但有跟華納公司溝通過。不過此番說法華納並不認同，覺得對方單方面告知，華納未同意，覺得不被尊重。領隊劉玠廷於稍後親自站上火線，開直播強調「翻玩非抄襲」，並力挺副領隊浦韋青，然而直播結束後又刪除。

### 簽下認罪協商洋投事件
Lamigo桃猿隊於2018年8月7日宣布簽下來自於奧勒岡州立大學（Oregon State University）的明星投手Luke Heimlich，中文取名為「捍力克」，以補強外籍投手的戰力。。但稍後被踢爆「捍力克」就是因為15歲犯下的性侵舊案曝光，導致連兩年參加美國職棒大聯盟選秀落選的球員。此事引起球迷一陣撻伐，多數網友認為「球迷敢帶小孩進球場嗎？」8月10日中華職棒經審核後認定，捍力克於美國發生的爭議事件，依法能否認定為犯罪容有不同解讀，惟有認罪協商是事實，已遭各界非議，符合本聯盟規章第17章外國籍（職）球員管理辦法第94條「…或其他影響職棒健康形象之不正行為…」之構成要件，聯盟決議不同意捍力克的登錄申請。

### 隊職員歷年緋聞與社會案件
- 2017年3月7日，Lamigo桃猿隊宣布因酒後行為脫序開除內野手郭修延，而稍後的報導中提到郭在大部分隊職員出國比賽期間，在酒後侵入女性房間猥褻。[30]
- 2017年11月15日，鏡週刊揭露陽耀勳與陽岱鋼早已因錢事反目不來往。陽岱鋼直接點名，指出三月跟週刊爆料的人就是陽耀勳和其妻，並下最後通牒要家人不要再跟他有借貸關係。[31][32]
- 2017年11月22日，鏡週刊爆料已婚有子的捕手林泓育背著老婆跟疑似女球迷訊交，訊息中出現各種不雅鹹濕字眼。稍後林泓育反駁為抹黑。[33][34]
- 2018年1月3日，鏡週刊爆料投手鄭承浩於妻懷孕期間與小三交往，甚至有他隊球員加碼爆料鄭帶球迷回宿舍。隔日鄭承浩發聲明致歉，球隊表示會給予適當懲罰。[35][36]
- 2018年6月4日，球隊終結者陳禹勳被爆料在婚姻狀態不明的情況下交新女友，也有數張對話截圖和鹹濕照流出。陳禹勳本人稍後承認緋聞，坦承與該女子交往時與婚姻重疊，也說已經與前妻完成離婚手續，並向前妻與家人道歉。球隊僅表示希望球員們自律。[37][38]
- 2018年10月03日，根據鏡週刊報導，投手黃偉晟最近與交往8年的女友芊芊分手，雖對外聲稱是女友提分手，但實情是女友抓包黃偉晟偷吃新歡網紅余喬歆導致戀情破局；爆料人進一步指出，黃偉晟前女友曾根據黃偉晟的手機定位，到了高雄某座園區的電影院，並在停車場找到黃偉晟的車，親眼看到他與余喬歆2人互動親密。[39]但隨著Lamigo桃猿完成二連霸後，無後續消息傳出。

## 樂天桃猿時期

### 球是猿的
2020年中華職棒中信兄弟對樂天桃猿波西條款事件，俗稱「球是猿的」事件，是2020年9月10日中信兄弟對樂天桃猿的比賽，於6局下半時本壘攻防所發生的爭議事件，原本6局下半時陳俊秀衝回本壘遭到觸殺，然而後經過樂天輔助判決挑戰，認定中信捕手陳家駒違反波西條款，而改判陳俊秀得分，比賽最終以一分之差由樂天桃猿取得勝利。
因為此賽之判決加上後續比賽有相似情形但皆做出了對樂天桃猿有利的判決等事件，聯盟遭球迷質疑裁判的判決過於偏袒猿隊，嘲諷聯盟與桃猿「球是猿的」。時任中信兄弟總教練丘昌榮直指「我們接下來要怎麼做，不給我們一個明確的解釋以後要怎麼教學」；鐵捕神綱高志綱也表示聯盟判決與與從小所學相違背。實際上，球探艾迪頓將此判決傳給在大聯盟執法的哥哥，哥哥找了4個大聯盟裁判一同討論，全數一致認同9月10日的本壘攻防應判出局。

### 蔡鎮宇衝撞劉予承衝突事件
2022年7月8日，樂天與統一比賽發生嚴重衝突，起因來自4局下樂天牽制三壘上的林子豪，原本安全回壘的林子豪被樂天三壘手梁家榮踩到後移開回壘的手而被判決出局，林子豪也因此受傷。隨後6局上胡智爲因先前的事件對梁家榮投出故意觸身球，引發兩方第一次清板凳衝突。
7局上，梁家榮再次上場打擊，投手劉予承投出之第二球砸中梁家榮，梁家榮因二度遭觸身球，引爆第二波衝突。在衝突中，蔡鎮宇以隨隊球員的身分一馬當先，衝上投手丘後直接將劉予承撞倒。主審立即宣告劉予承勒令退場，蔡鎮宇身為一軍隨隊球員於比賽中衝撞攻擊選手遭驅逐出場，處罰款11萬元 、禁賽10場；統一柯瑞粗暴動作不正行為遭驅逐出場，處罰款2萬元、禁賽1場。

### 嚴宏鈞踢球棒爭議
2022年10月10日樂天與兄弟的天王山之戰中，4局上兄弟打者黃韋盛在滿壘敲出安打後，順手將球棒丟在本壘附近，導致猿隊捕手嚴宏鈞需要將球棒踢開才好防守；不過嚴宏鈞並非將球棒移出場外，而是以腳將球棒踢到了三壘往本壘的壘線上。此舉造成球棒落在中信兄弟跑者陳文杰、林書逸的跑者路線位置上，不少球迷對此大力抨擊，認為此舉有可能會害跑者受傷，甚至遭批評「埋地雷」、「為了贏比賽意圖使跑者絆倒」。嚴宏鈞隔天(11日)無奈表示，自己當下僅為了做好守備，確保前方沒有障礙物，這動作並沒有害人之意；亂丟球棒的黃韋盛也沒躲過網友挨罵，沉澱數日後，他也於今日透過IG發文，感謝外界這幾天的批評指教，會虛心檢討，力去改變習慣，但當下意識常無法立即改變，會持續修正動作。